# 瓜亞博德莫拉區
瓜亞博德莫拉區（西班牙語：Guayabo），是哥斯達黎加的一個區，位於該國中部聖何塞省，面積10.65平方公里，海拔高度996米，2011年人口3,930，人口密度每平方公里369.01人。